# Leicht wie eine Feder
Leicht wie eine Feder (Originaltitel: Light as a Feather) ist eine US-amerikanische Thriller-Horrorserie von R. Lee Fleming Jr., die auf dem Roman Light as a Feather, Stiff as a Board von Zoe Aarsen basiert. Die Erstveröffentlichung fand am 12. Oktober 2018 beim Streaminganbieter Hulu statt. Im deutschsprachigen Raum wird die Serie seit dem 1. Mai 2019 über TVNOW veröffentlicht. Nach zwei Staffeln wurde die Serie eingestellt. 

## Handlung
Vier Freundinnen spielen mit einer neuen Schülerin namens Violet eine Variante des Spiels Leicht wie eine Feder, steif wie ein Brett, bei der Violet jeweils eine Geschichte erfindet, wie diejenige, die von den anderen hochgehoben wird, sterben wird. Als eine von ihnen kurz darauf tatsächlich so stirbt, wie es vorausgesagt wurde, beginnen die anderen, Angst um ihr Leben zu haben und ein dunkles Geheimnis hinter Violet zu vermuten.

## Besetzung und Synchronisation
Die deutschsprachige Synchronisation entstand nach Dialogbüchern von Carina Krause und unter der Dialogregie von Ursula von Langen durch die Synchronfirma Bavaria Film Synchron in München.
| Rolle           | Darsteller        | Folgen    | Synchronsprecher     |
| --------------- | ----------------- | --------- | -------------------- |
| McKenna Brady   | Liana Liberato A1 | 1.01–2.16 | Maresa Sedlmeir      |
| Violet Simmons  | Haley Ramm        | 1.01–2.16 | Farina Brock         |
| Alex Portnoy    | Brianne Tju       | 1.01–2.16 | Laura Maire          |
| Henry Richmond  | Dylan Sprayberry  | 1.01–2.16 | Felix Auer           |
| Trey Emory      | Jordan Rodrigues  | 1.01–2.16 | Patrick Roche        |
| Isaac Salcedo   | Brent Rivera      | 1.01–2.16 | Felix Mayer          |
| Deb Brady       | Dorian Brown Pham | 1.01–1.10 | Ulla Wagener         |
| Deb Brady       | Robyn Lively      | 2.01–2.16 |                      |
| Olivia Richmond | Peyton List       | 1.01–1.09 | Jacqueline Belle     |
| Candace Preston | Ajiona Alexus     | 1.01–1.09 | Gabrielle Pietermann |
| Sammi Karras    | Katelyn Nacon     | 2.01–2.16 | Lea Kalbhenn         |
| Nadia Abrams    | Kira Kosarin      | 2.01–2.16 | Kathrin Hanak        |
| Ridge Reyes     | Froy Gutierrez    | 2.01–2.16 | Maximilian Belle     |
| Peri            | Adriyan Rae       | 2.01–2.16 |                      |
| Luke Chiba      | Alex Wassabi      | 2.01–2.16 |                      |

## Veröffentlichung
Die gesamte erste Staffel aus zehn Episoden erschien in den USA am 12. Oktober 2018 beim Streaminganbieter Hulu. Die zweite Staffel, die aus 16 Episoden besteht, wird in zwei Teilen zu je acht Episoden veröffentlicht. Die erste Hälfte erschien am 26. Juli 2019, die zweite Hälfte folgte am 4. Oktober 2019.
In Deutschland wurde die erste Staffel am 1. Mai 2019 bei TVNOW veröffentlicht. Die erste Hälfte der zweiten Staffel erschien am 1. November 2019, die zweite Hälfte am 15. Februar 2020.
Im März 2020 wurde bekannt, dass Hulu die Serie nicht weiter verlängert.

## Episodenliste

### Staffel 1
| Nr. (ges.) | Nr. (St.) | Deutscher Titel               | Originaltitel          | Erstveröffentlichung USA | Deutschsprachige Erstveröffentlichung (D) | Regie            | Drehbuch                              |
| ---------- | --------- | ----------------------------- | ---------------------- | ------------------------ | ----------------------------------------- | ---------------- | ------------------------------------- |
| 1          | 1         | … und steif wie ein Brett     | … Stiff as a Board     | 12. Okt. 2018            | 1. Mai 2019                               | Alexis Ostrander | R. Lee Fleming Jr.                    |
| 2          | 2         | … und bildschön               | … Pretty as a Picture  | 12. Okt. 2018            | 1. Mai 2019                               | Alexis Ostrander | R. Lee Fleming Jr.                    |
| 3          | 3         | … und mausetot                | … Dead as a Doornail   | 12. Okt. 2018            | 1. Mai 2019                               | Chad Lowe        | Eileen Shim                           |
| 4          | 4         | … und rabenschwarz            | … Dark as the Night    | 12. Okt. 2018            | 1. Mai 2019                               | Chad Lowe        | Seth M. Sherwood                      |
| 5          | 5         | … und durchgeknallt           | … Mad as a Hatter      | 12. Okt. 2018            | 1. Mai 2019                               | Jeffrey W. Byrd  | Rachel Weisz                          |
| 6          | 6         | … und beunruhigt              | … Troubled as the Tide | 12. Okt. 2018            | 1. Mai 2019                               | Jeffrey W. Byrd  | Seth M. Sherwood                      |
| 7          | 7         | … und pudelwohl               | … Right as Rain        | 12. Okt. 2018            | 1. Mai 2019                               | Geary McLeod     | Eileen Shim                           |
| 8          | 8         | … und eiskalt                 | … Cold as Ice          | 12. Okt. 2018            | 1. Mai 2019                               | Geary McLeod     | Seth M. Sherwood & Sarah Fiori        |
| 9          | 9         | … und unschuldig wie ein Lamm | … Innocent as a Lamb   | 12. Okt. 2018            | 1. Mai 2019                               | Alexis Ostrander | R. Lee Fleming Jr. & Seth M. Sherwood |
| 10         | 10        | … und aalglatt                | … Slippery as an Eel   | 12. Okt. 2018            | 1. Mai 2019                               | Alexis Ostrander | R. Lee Fleming Jr.                    |

### Staffel 2
| Nr. (ges.) | Nr. (St.) | Deutscher Titel                       | Originaltitel           | Erstveröffentlichung USA | Deutschsprachige Erstveröffentlichung (D) | Regie            | Drehbuch                         |
| ---------- | --------- | ------------------------------------- | ----------------------- | ------------------------ | ----------------------------------------- | ---------------- | -------------------------------- |
| Teil1      |           |                                       |                         |                          |                                           |                  |                                  |
| 11         | 1         | … und verloren wie das Paradies       | … Lost as Eden          | 26. Juli 2019            | 1. Nov. 2019                              | Joanna Kerns     | R. Lee Fleming Jr.               |
| 12         | 2         | … und vogelfrei                       | … Free as a Bird        | 26. Juli 2019            | 1. Nov. 2019                              | Joanna Kerns     | Eileen Shim                      |
| 13         | 3         | … und schlau wie ein Fuchs            | … Sly as a Fox          | 26. Juli 2019            | 1. Nov. 2019                              | Geary McLeod     | Seth M. Sherwood                 |
| 14         | 4         | … und hundeelend                      | … Sick as a Dog         | 26. Juli 2019            | 1. Nov. 2019                              | Geary McLeod     | William H. Brown                 |
| 15         | 5         | … und still wie die Nacht             | … Silent as the Night   | 26. Juli 2019            | 1. Nov. 2019                              | Shiri Appleby    | Pornsak Pichetshote              |
| 16         | 6         | … und bleich wie der Tod              | … Pale as Death         | 26. Juli 2019            | 1. Nov. 2019                              | Shiri Appleby    | Suzanne Keilly                   |
| 17         | 7         | … und die Sünde selbst                | … Guilty as Sin         | 26. Juli 2019            | 1. Nov. 2019                              | Amanda Row       | Eileen Shim                      |
| 18         | 8         | … und weiß wie ein Gespenst           | … White as a Ghost      | 26. Juli 2019            | 1. Nov. 2019                              | Amanda Row       | Seth M. Sherwood                 |
| Teil2      |           |                                       |                         |                          |                                           |                  |                                  |
| 19         | 9         | … und in alter Frische                | … Fresh as a Daisy      | 4. Okt. 2019             | 15. Feb. 2020                             | Michael Allowitz | R. Lee Fleming Jr.               |
| 20         | 10        | … und in der Falle                    | … Trapped as a Rat      | 4. Okt. 2019             | 15. Feb. 2020                             | Michael Allowitz | Pornsak Pichetshote              |
| 21         | 11        | … und so klar wie dicke Tinte         | … Clear as Mud          | 4. Okt. 2019             | 15. Feb. 2020                             | Fred Gerber      | Eileen Shim                      |
| 22         | 12        | … und hungrig wie ein Wolf            | … Hungry Like a Wolf    | 4. Okt. 2019             | 15. Feb. 2020                             | Fred Gerber      | William H. Brown                 |
| 23         | 13        | … und wie Pech und Schwefel           | … Thick as Thieves      | 4. Okt. 2019             | 15. Feb. 2020                             | Kristin Windell  | Seth M. Sherwood                 |
| 24         | 14        | … und giftig wie eine Klapperschlange | … Mean as a Rattlesnake | 4. Okt. 2019             | 15. Feb. 2020                             | Kristin Windell  | William H. Brown                 |
| 25         | 15        | … und still wie ein Grab              | … Quiet as a Tomb       | 4. Okt. 2019             | 15. Feb. 2020                             | Joanna Kerns     | R. Lee Fleming Jr. & Sarah Fiori |
| 26         | 16        | … und mit dem Mut eines Löwen         | … Brave as a Lion       | 4. Okt. 2019             | 15. Feb. 2020                             | Joanna Kerns     | R. Lee Fleming Jr.               |

## Nominierungen
Daytime Emmy Awards 2019
- Beste Regie für eine Digital-Dramaserie für Alexis Ostrander
- Bestes Drehbuch für eine Digital-Dramaserie für R. Lee Fleming Jr.
- Beste Hauptdarstellerin in einer Digital-Dramaserie für Liana Liberato
- Beste Nebendarstellerin in einer Digital-Dramaserie für Brianne Tju